# Brandon Moss
Brandon Douglas Moss (ur. 16 września 1983) – amerykański baseballista, który występował na pozycji pierwszobazowego i zapolowego.

## Przebieg kariery
Po ukończeniu szkoły średniej, w czerwcu 2002 został wybrany w ósmej rundzie draftu przez Boston Red Sox i początkowo grał w klubach farmerskich, między innymi w Pawtucket Red Sox, reprezentującym poziom  Triple-A. W Major League Baseball zadebiutował 6 sierpnia 2007 w meczu przeciwko Los Angeles Angels of Anaheim. 25 marca 2008 w meczu otwarcia sezonu z Oakland Athletics, rozegranym na stadionie Tokyo Dome zdobył pierwszego home runa w MLB.
W lipcu 2008 w ramach trzyzespołowej wymiany zawodników przeszedł do Pittsburgh Pirates, w którym występował do końca sezonu 2010 i stał się wolnym agentem. W listopadzie 2010 podpisał kontrakt z Philadelphia Phillies, ale grał głównie w farmie tego zespołu Lehigh Valley IronPigs.
W grudniu 2011 został zawodnikiem Oakland Athletics i początkowo grał w rezerwach w Sacramento River Cats. W sezonie 2013 ustanowił rekord kariery zdobywając 30 home runów. W lipcu 2014 był jednym z sześciu baseballistów Athletics, którzy wystąpili w Meczu Gwiazd. 30 września 2014 w meczu o dziką kartę przeciwko Kansas City Royals ustanowił rekord MLB w spotkaniu playoff zaliczając 5 RBI, jednak ostatecznie Athletics ulegli 8–9 po dwunastu zmianach. W grudniu 2014 został zawodnikiem Cleveland Indians.
30 lipca 2015 w ramach wymiany zawodników przeszedł do St. Louis Cardinals. 1 lutego 2017 podpisał dwuletni kontrakt z Kansas City Royals.
W styczniu 2018 w ramach wymiany zawodników przeszedł do Oakland Athletics.

## Nagrody i wyróżnienia
| Nagroda/wyróżnienie | Lata | Źródło |
| All-Star            | 2014 | [ 4 ]  |